# Margriet Barends

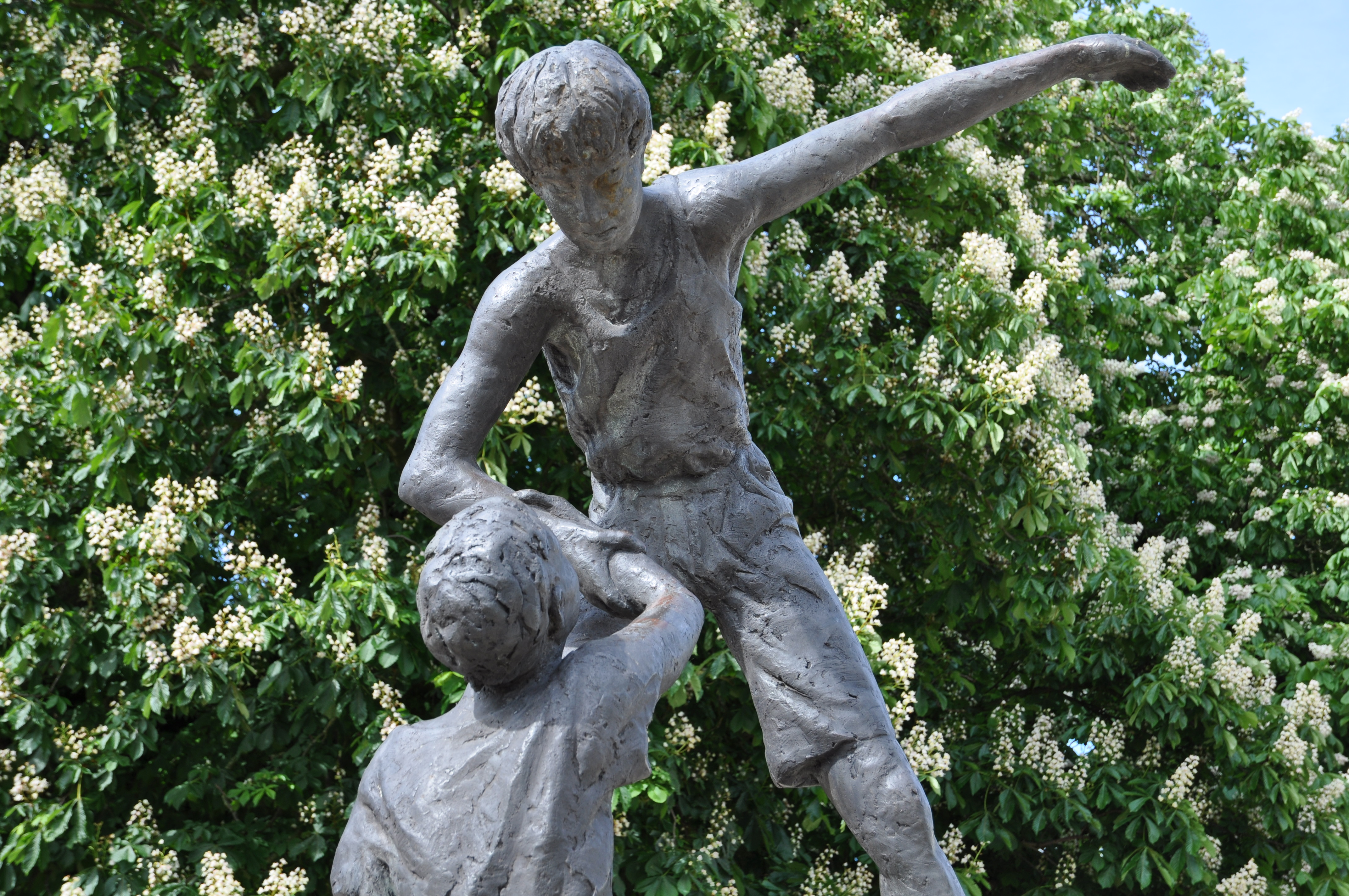
De handreiking

Margriet Barends (* 1958 in Amsterdam) ist eine niederländische Malerin und Bildhauerin.

## Leben und Werk
Margriet Barends wurde in Utrecht an der School voor de Grafische Vakken (Schule für Grafikdesign) und an der Academie Artibus als Schülerin des Bildhauers Jan van Luijn ausgebildet. Sie heiratete den Maler Harm van der Meulen, mit dem sie seit 2005 in der Noorderstraat in Ulrum lebt und neben der künstlerischen Arbeit ein Bed & Breakfast führt. Das Haus umfasst zwei Ateliers zum Arbeiten und einen Skulpturengarten. Daneben arbeitet sie im Atelier eines befreundeten Künstlers in Groningen.
Margriet Barends fertigt meist figurative Skulpturen aus Bronze oder Cortenstahl, die Menschen und Tiere darstellen. Neben Skulpturen im öffentlichen Raum verschiedener Städte befinden sich in Ulrum fünf ihrer großformatigen Arbeiten, die einen Bezug zur Stadtgeschichte haben. Zudem gestaltete sie im Auftrag der „Landschapsbeheer Groningen“ auf einer Fläche von 30 mal 35 Meter ein Erinnerungsprojekt zur Asingaborg bei Ultrum, die wahrscheinlich um den Beginn des 15. Jahrhunderts erbaut wurde. Sie ist auch als Malerin tätig und malt mit Öl- und Acrylfarben.
Margriet Barends ist Mitglied der Genootschap Kunstliefde und der Künstlervereinigung Groninger Kroon. Sie hat in verschiedenen Skulpturengärten, im Schloss Het Loo und im Museum De Buitenplaats ausgestellt. Ihre Statue von Königin Beatrix war im Schloss Het Loo bei der Ausstellung zu Königin Beatrix‘ 75. Geburtstag zu sehen und auch im Palais Soestdijk ausgestellt. Die Statue wurde in die Sammlung des Museums De Buitenplaats in Eelde aufgenommen.

## Werke (Auswahl)
- 1991: De handreiking, Kasteelplein, Montfoort
- 1997: Slapende reus, Vijzelplantsoen, Linschoten, Montfoort
- 1999: Wadende Vrouw, Dorpstraat, Linschoten, Montfoort
- 2007: abstract beeld, Rahaëlstichting, Schoorl
- 2008: Elisabeth von Thüringen und St. Georg, Dachfiguren, Bagijnestraat, Deventer
- 2014: Trekschuit, Singel, Ulrum
- Schapen, Schapenweg, Ulrum
- 2015: Martin Loos, Plakette, Visserijmuseum, Zoutkamp

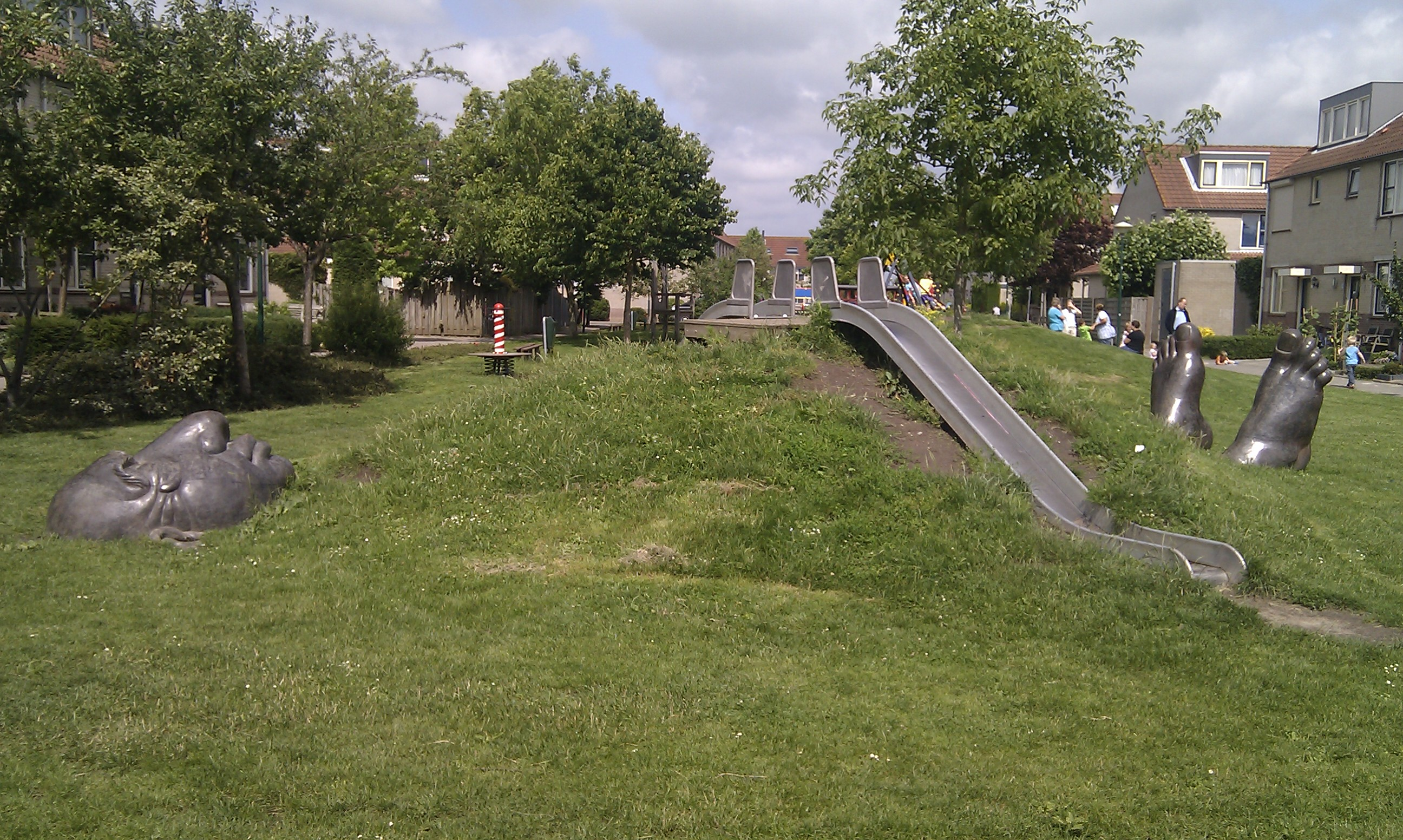
Slapende reus
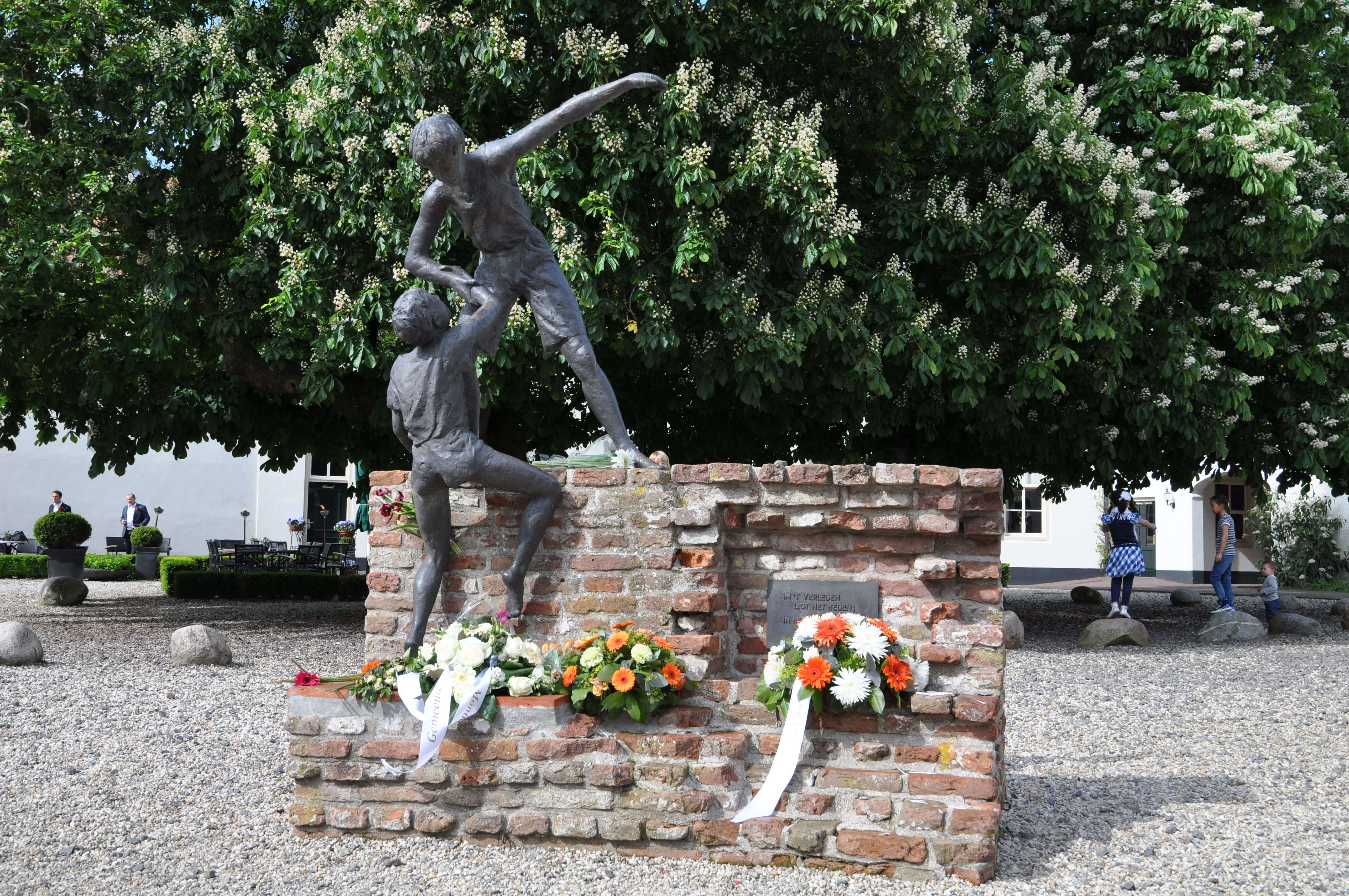
De handreiking
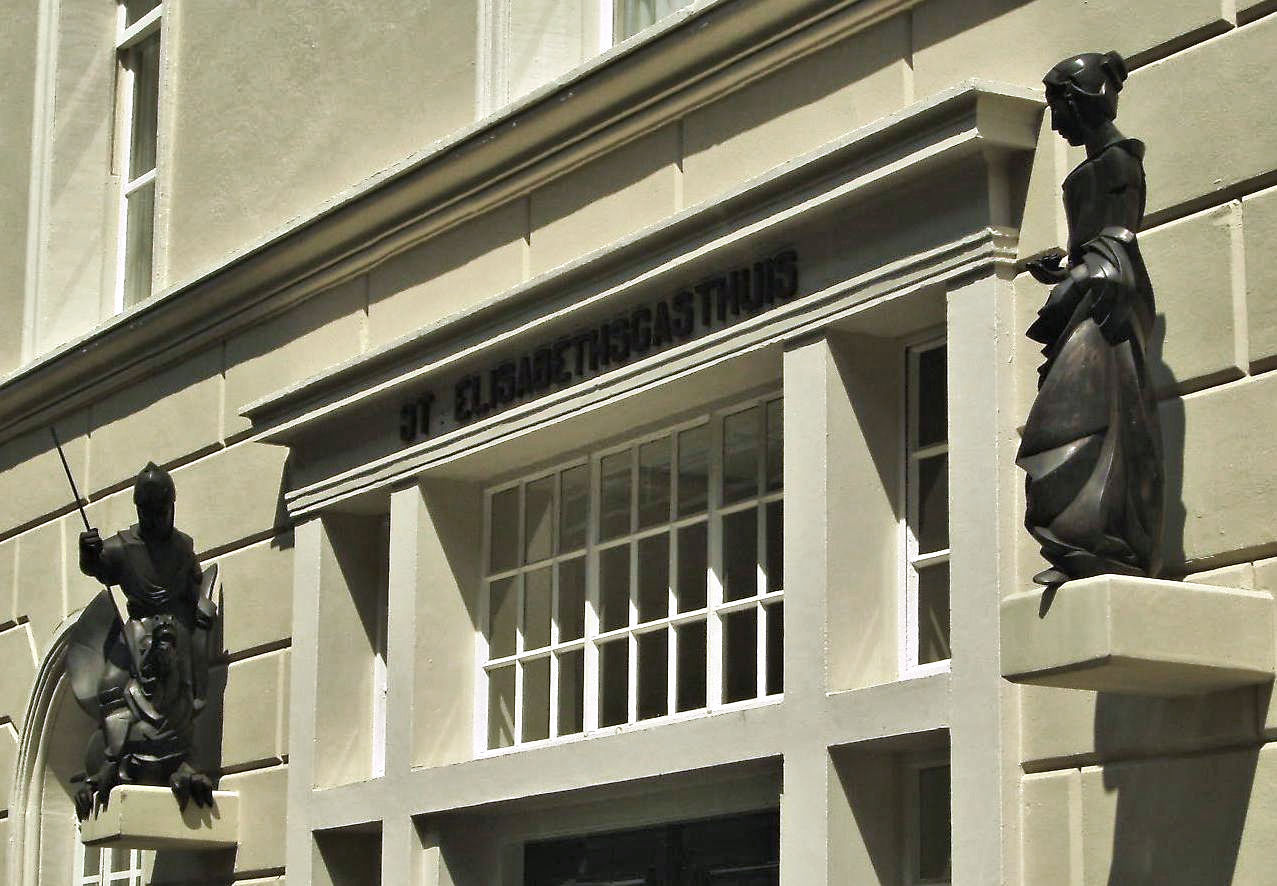
Elisabeth von Thüringen und St. Jurrien (St. Georg)
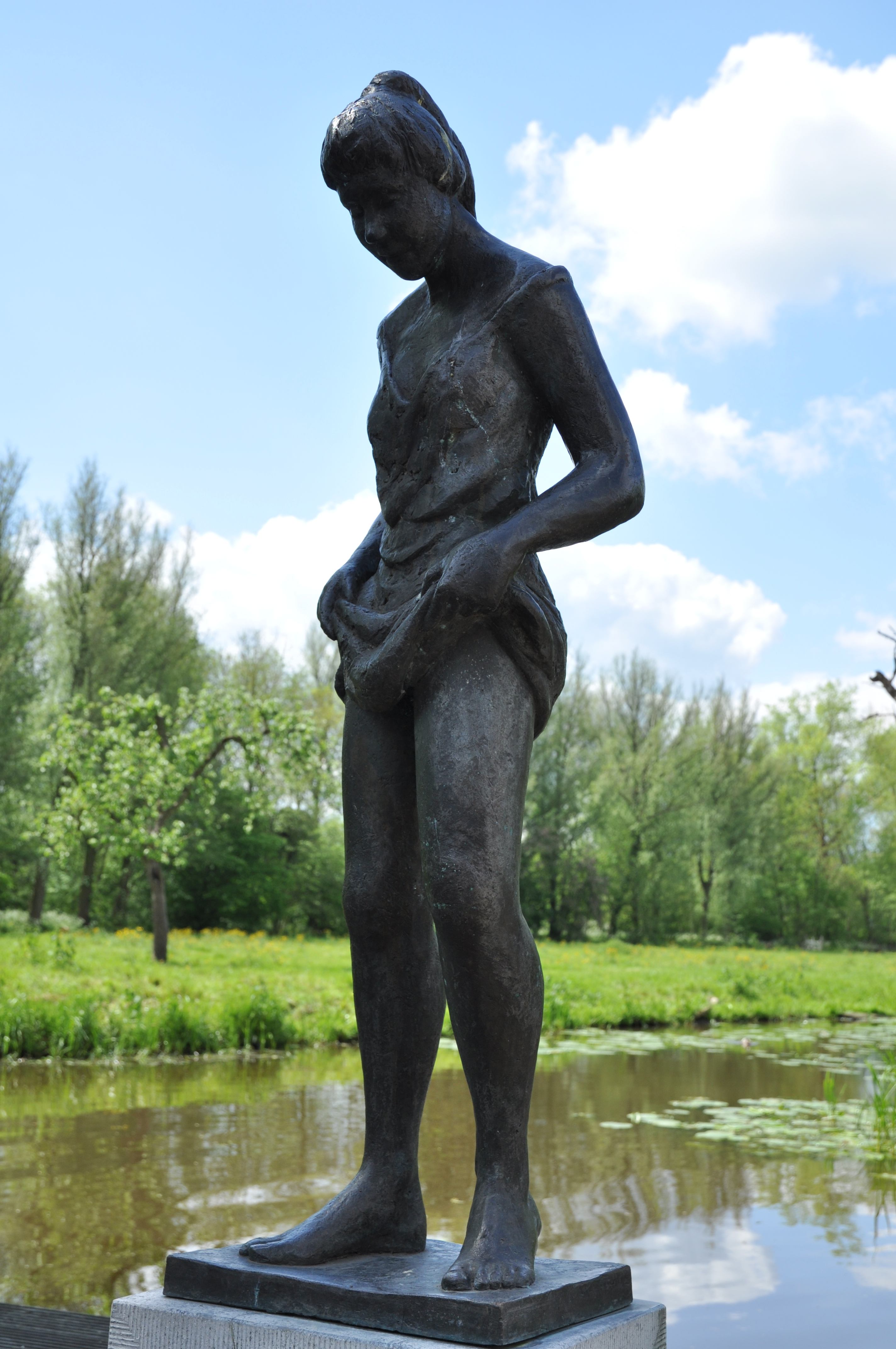
Wadende Vrouw